# Herbert Oberländer
Herbert Oberländer (* 5. Februar 1885 in Köslin; † 22. Mai 1944 in Kiel) war ein deutscher Bibliothekar.

## Wirken
Nach seiner Reifeprüfung in Köslin 1903 studierte Oberländer Neuere Philologien, Lateinische Philologie und Nationalökonomie an den Universitäten Leipzig (1903), Berlin (1903 bis 1905) und Greifswald (1905 bis 1907). Seit dem Studium gehörte er dem Akademisch-Neuphilologischen Verein Greifswald (der späteren Wissenschaftlichen Verbindung Baltia) an. In Greifswald promovierte er 1907 bei dem Romanisten Edmund Stengel, nachdem er sich während des Wintersemesters 1905/06 zum Quellenstudium für seine Dissertation in Frankreich aufgehalten hatte. Das Staatsexamen für den höheren Schuldienst folgte 1908. Von 1909 bis zu seinem frühen Tod 1944 war er als Bibliothekar an verschiedenen Bibliotheken tätig. Er begann als Volontär an der Universitätsbibliothek Greifswald (1909), wechselte dann an die Staats- und Universitätsbibliothek Göttingen (1910), die Universitätsbibliothek Halle (1911), die Staats- und Universitätsbibliothek Breslau (1911), die Preußische Staatsbibliothek in Berlin (1914 bzw. 1920) und die Universitätsbibliothek Posen (1915). Kriegsdienst im Ersten Weltkrieg leistete er von 1916 bis 1918. Im Jahre 1919 und dann wieder ab 1921 war er bis 1944 an der Universitätsbibliothek Kiel tätig. 1932 wurde er stellvertretender Direktor dieser Bibliothek, 1935 übernahm er die kommissarische Leitung der UB Kiel, nachdem der dortige Direktor, Christoph Weber, zwangsversetzt worden war. Im Jahre 1937 wurde er dann offiziell Direktor. 
Am 29. April 1942 wurde der Magazinanbau der Universitätsbibliothek Kiel durch Brandbomben völlig zerstört. Die Bibliothek verlor dadurch etwa die Hälfte ihres Bestandes, der zur damaligen Zeit etwas über 500.000 Bände umfasste. Der wertvolle Handschriften- und Zimelienbestand sowie die meisten Kataloge waren allerdings von Oberländer rechtzeitig ausgelagert worden. Bei einem weiteren Bombenangriff auf die Stadt Kiel am 22. Mai 1944 wurde die Bibliothek durch eine Sprengbombe getroffen und der Luftschutzkeller zum Einsturz gebracht. Hierdurch kamen 18 Personen ums Leben, darunter fünf Bibliotheksmitarbeiter, zu denen auch Direktor Herbert Oberländer gehörte. 

## Schriften
- Über die Stellung der Bruchstücke Z7, Z7 und Z9 in der übrigen Überlieferung der Geste des Loherains. Adler, Greifswald 1907 (Dissertation Universität Greifswald) (online).
- Der Bibliothekar. Mit einem Anhang: Die Bibliothekarin (= Was willst du werden?, H. 39). Beyer, Leipzig 1910.
- Einführung in die Benutzung der Universitätsbibliothek Kiel. Mit einem bibliographischen Ratgeber bei Anfertigung wissenschaftlicher Arbeiten. Jensen, Kiel 1923 (3. Aufl. 1930).